# Sudislav nad Orlicí
Sudislav nad Orlicí är en ort i Tjeckien.   Den ligger i regionen Pardubice, i den östra delen av landet, 140 km öster om huvudstaden Prag. Sudislav nad Orlicí ligger 448 meter över havet och antalet invånare är 107.
Terrängen runt Sudislav nad Orlicí är platt åt nordväst, men åt sydost är den kuperad. Runt Sudislav nad Orlicí är det ganska tätbefolkat, med 65 invånare per kvadratkilometer. Närmaste större samhälle är Česká Třebová, 13,3 km sydost om Sudislav nad Orlicí. I omgivningarna runt Sudislav nad Orlicí växer i huvudsak blandskog.